# Bruno Cornillet
Bruno Cornillet (Lamballe, 8 februari 1963) is een voormalig Frans wielrenner, beroeps van 1984 tot 1995. Bij de junioren werd hij tweemaal nationaal kampioen (1980 en 1981). 
Cornillet was een redelijk ronderenner. In 1992 eindigde hij bijvoorbeeld als tiende in het eindklassement van de Ronde van Italië.

## Belangrijkste overwinningen
1984
- 1e etappe Ronde van Valencia
- Eindklassement Ronde van Valencia

1986
- 2e etappe Coors Classic
- 4e etappe Ronde van Romandië

1987
- 3e etappe Ronde van Zweden

1989
- 1e etappe Ronde van Zweden
- 4e etappe Parijs-Nice

1990
- GP Ouest France-Plouay
- 2e etappe Deel B Ronde van Ierland

1991
- Dwars door Morbihan
- Ronde van de Sarthe

1992
- Ronde van de Vendée

1993
- Parijs-Bourges

## Resultaten in voornaamste wedstrijden
| Jaar | Ronde van Italië | Ronde van Frankrijk | Ronde van Spanje |
| ---- | ---------------- | ------------------- | ---------------- |
| 1984 |                  |                     |                  |
| 1986 |                  | buiten tijd         |                  |
| 1987 |                  | 37e                 |                  |
| 1988 |                  | opgave              |                  |
| 1989 |                  | 14e                 |                  |
| 1990 |                  | 39e                 |                  |
| 1991 |                  | 54e                 |                  |
| 1992 | 10e              | opgave              |                  |
| 1993 |                  | 48e                 |                  |
| 1994 |                  | opgave              |                  |
| 1995 |                  | 115e (laatste)      | opgave           |

| Jaar | Milaan-San Remo | Gent-Wevelgem | Parijs-Roubaix | Amstel Gold Race | Luik-Bast.‑Luik | Ronde van Lombardije | Bretagne Classic | Clásica San Sebastián | Waalse Pijl |  | WK op de weg |
| ---- | --------------- | ------------- | -------------- | ---------------- | --------------- | -------------------- | ---------------- | --------------------- | ----------- |  | ------------ |
| 1984 |                 |               |                |                  | 28e             |                      |                  |                       | 56e         |  |              |
| 1986 | 53e             |               |                |                  |                 |                      |                  |                       |             |  |              |
| 1987 | 25e             |               |                | 5e               | 22e             |                      |                  | 21e                   | 32e         |  |              |
| 1988 | 83e             | 16e           |                | 8e               | 18e             |                      |                  |                       | 59e         |  |              |
| 1989 | 54e             | 76e           |                | 58e              | 58e             |                      | Zilver           | 12e                   | 55e         |  |              |
| 1990 |                 |               |                |                  | 84e             |                      | Goud             |                       | 110e        |  |              |
| 1991 |                 |               |                | 37e              |                 | 4e                   | 25e              | 18e                   |             |  | 29e          |
| 1992 |                 |               |                |                  |                 |                      |                  |                       |             |  |              |
| 1993 |                 |               |                | 17e              |                 | 46e                  | 10e              | 7e                    | 42e         |  | 45e          |
| 1994 | 39e             |               |                |                  | 53e             |                      | 4e               | 65e                   |             |  |              |
| 1995 |                 | 47e           | 72e            |                  | 48e             |                      |                  |                       | 29e         |  |              |